# Nick Jr.
Nick Jr. is een televisiekanaal, van het van oorsprong Amerikaanse moedernetwerk Nickelodeon. Het kanaal richt zich op programma's voor peuters en kleuters. Oorspronkelijk heette het kanaal Noggin. 
Het kanaal heeft wereldwijd diverse subdivisies, te weten: 
- Nick Jr. (Verenigde Staten), het oorspronkelijke Amerikaanse televisiekanaal
- Nick Jr. (Nederland), de Nederlands variant van het van oorsprong Amerikaanse televisiekanaal
- Nick Jr. (Vlaanderen), de Vlaamse variant van het van oorsprong Amerikaanse televisiekanaal
- Nick Jr. 2, onderdeel van de Engelse televisiezender Nickelodeon Engeland en Nick Jr.
- Nick Jr. Australië, de Australische variant van het van oorsprong Amerikaanse televisiekanaal
- Nick Jr. on CBS, onderdeel van de Amerikaanse televisiezender Nickelodeon Amerika en Nick Jr.